# Митруш Кутели
Димитър Паско (на албански: Dhimitër Pasko; на румънски: Dimitrie Pascu) с псевдоними Митруш Кутели (Mitrush Kuteli) и Янус (Janus) е виден албански писател. Кутели е известен със своите разкази, в които успява да постигне „по-високо ниво на литературна изтънченост“ от съвременниците си.

## Биография
Роден е в македонското албанско градче Поградец на 13 септември 1907 г. Учи Румънския търговски колеж в Солун и след това икономика в Букурещкия университет, който завършва през 1934 година с дисертация за банковите системи на Балканите. Пише под псевдонима Янус в албанския седмичник „Шкипъри е ре“ (Нова Албания), излизал в Кюстенджа от 1919 до 1936 година. През периода 25 май 1932 – 11 юли 1933 година година е сътрудник на издавания на албански, румънски и френски националистически вестник "Косово", втора точка на чиято политическа програма е създаването на федерална многонародностна Македония, с административно деление, изградено върху кантони, политическите характеристики на Швейцария и с 5 държавнотворни народа -албанци, арумъни, българи, турци и гърци, всички със свои кантони. В Букурещ започва да издава сборници с разкази, с които е и най-известен. Първата му книга „Албански нощи“ (Nete shqipëtare), издадена в Букурещ в 1938 година и втори път в 1944 г. е компилация от осем разказа за селския живот около Поградец. В 1944 година. В 1937 година издава в Букурещ стихосбирката на Ласгуш Порадеци „Звездата на сърцето“ (Ylli i zemrës).
През есента на 1942 г., заради войната, Паско се връща в Албания, която е на ръба на гражданската война. През военните години Кутели публикува сам повечето от основните си творби: „Аго Якупи и други разкази“ (Ago Jakupi e të tjera rrëfime), Тирана, 1943, сборник от седем разкази за селския живот; „Каплан ага от Шабан Спата. Приказки – разкази“ (Kapllan Aga i Shaban Shpatës. Rrëfime – Rrëfenja), Тирана, 1944, пет къси разказа, написани между 1938 и 1944 г.; „Песни и викове от изпепеления град“ (Këngë e brithma nga qyteti i djegur), Тирана, 1944, сборник с народни песни; „Литературни бележки“ (Shënime letrare), Тирана, 1944; „Атака и сълзи“ (Sulm e lotë), Тирана, 1944, сборник с националистически стихове, написани от Кутели и фиктивния му приятел Изедин Яшар Кутрулия, който Кутели твърди, че е срещнал в Призрен през май 1943 г. През този период Кутели редактира и сборник със стихове на Фан Ноли, наречен „Копнеж и тъга“ (Mall e brengë), Тирана, 1943, и също така публикувва няколко произведения върху финансите и монетарната система.
Много елементи от разказите на Кутели са извлечени от устната традиция на тоските, с която се запознава като дете и с тях той успява да изработи жив разказвателен стил. Селската тематика, народният хумор и прикрлюченията правят разказите му популярни по време и след войната. В някои от разказите му се усеща влиянието на класическата руска литература – Николай Гогол и Иван Тургенев, както и на румънеца Михаил Садовяну.
В края на войната Кутели, чиновник в националната банка, е водеща фигура в албанската литература. На 15 февруари 1944 година заедно с Ведат Кокона, Неджат Хакиу и Стерьо Спасе основава списанието „Ревиста литераре“ (Литературен преглед), което за краткия си живот има значително влияние върху албанската култура. Също така е сред основателите на Съюза на албанските писатели на 7 октомври 1945 година и член на редакцията на първото следвоенно литературно списание в Албания „Бота е ре“ (Нов свят).
През 1947 година Кутели се изказва против предлагания митнически и валутен съюз между Албания и Югославия. Като член на официална делегация в Югославия, приета и от Иво Андрич, Кутели се изказва критично за сръбската реокупация на Косово, позиция изразена и в „Косовска поема“ (Kosovar poem), 1944. При завръщането си в Албания Кутели е арестуван и осъден на 15 години затвор. От април 1947 до април 1949 година е в трудов лагер край Корча, където работи по пресушаването на блатото Малик. Поради тежките условия Кутели прави опит за самоубийство. След ликвидирането на югославското влияние върху Албания, Кутели е освободен. Връща се в Тирана и му е позволено подобно на Ласгуш Порадеци да работи в държавното издателство „Наим Фрашъри“. Кутели превежда руски автори, които да служат за модел при въваждането на социалистическия реализъм в Албания – Максим Горки, Алексей Николаевич Толстой, Константин Паустовски, Александър Фадеев и Николай Островски. Покрай тези официално препоръчвани от съветските съветници автори, Кутели успява да издаде и някои преводи на класици от XIX век – Николай Гогол, Иван Тургенев и Михаил Салтиков-Шчедрин. Превежда и румънски – Михай Еминеску, Михаил Садовяну, испански – Пабло Неруда и френски – Андре Мороа, Пол Елюар, автори. В 1965 година издава „Стари албански приказки“ (Tregime të moçme shqiptare), адаптация в проза на албански устни стихове, включително и героичния цикъл на Муйо и Халили. Публикува и някои стихове и разкази за деца. Оставя незавършен роман на илирийска тематика.
Умира от инфаркт на 4 май 1967 година в Тирана.

## Творби
- „Албански нощи“ (Net shqiptare) – 1938
- „Аго Якупи и други разкази“ (Ago Jakupi e të tjera rrëfime) – 1943
- „Атака и сълзи“ (Sulm e lotë) – 1943
- „Литературни бележки“ (Shënime letrare) – 1944
- „Песни и викове от изпепеления град“ (Këngë e brithma nga qyteti i djegur) – 1944
- „От Хавдан до Хавдан“ (Havadan më havadan) – 1944
- „Каплан ага от Шабан Спата. Приказки – разкази“ (Kapllan Aga i Shaban Shpatës. Rrëfime – Rrëfenja) – 1944
- „Любовта на бръснаря Артан“ (Dashuria e berberit Artan) – 1946
- „Кестеновата гора“ (Pylli i gështenjave) – 1958
- „Дзиндзифилуа“ (Xinxifilua) – 1962
- „Стари албански приказки“ (Tregime të moçme shqiptare) – 1965
- „Избрани разкази“ (Tregime të zgjedhura) – 1972
- „Кал от тази земя“ (Baltë nga kjo tokë) – 1973
- „В ъгъл от Южна Илирия“ (Në një cep të Ilirisë së poshtme) – 1983
- „Велико е съжалението за греха“ (E madhe është gjëma e mëkatit) – 1993